# Nghịch lý tiền định
Nghịch lý tiền định hay vòng lặp nhân quả là nghịch lý du hành thời gian thường được sử dụng trong các tác phẩm khoa học viễn tưởng. Vòng lặp nhân quả thời gian bao gồm sự kiện 1 diễn ra trước là nguyên nhân (hay ít nhất là một trong những nguyên nhân) của sự kiện 2 diễn ra sau, và bằng du hành thời gian, sự kiện 2 lại là nguyên nhân của sự kiện 1. Nghịch lý xảy ra khi nhà du hành thời gian rơi vào vòng lặp các sự kiện tiền định anh ta hoặc chị ta du hành thời gian về quá khứ. Lúc này, sự kiện 2 sẽ là sự kiện nhà du hành thời gian trở về quá khứ, và 1 là điều gì đó nhà du hành thời gian đã làm trong quá khứ khiến anh ta hoặc chị ta muốn quay trở về. Nghịch lý này đưa ra giả thuyết rằng những nhà du hành thời gian không có cách nào để thay đổi được một sự việc. Ví dụ khi một người quay về quá khứ để cứu một người khỏi tai nạn giao thông và khi ở quá khứ người đó lấy xe chạy đến nơi trước khi tai nạn xảy ra, vô tình người đó đâm trúng chính người mà họ trở về để cứu và gây ra cái chết, cái chết mà đã khiến bản thân trong tương lai muốn quay trở lại quá khứ.
Lý thuyết này liên quan mật thiết đến nghịch lý bản thể ở chỗ có thứ không thể xác định được nguồn gốc độc lập, mà trong trường hợp này là lý do của chuyến du hành thời gian. Nghịch lý không ngụ ý rằng có một kế hoạch lớn hơn từ một nguồn gốc cao hơn, nó chỉ khẳng định rằng thời gian là bất biến. Chuỗi sự kiện vẫn có thể xảy ra bởi quan hệ nhân quả thay vì bởi một nguồn gốc siêu nhiên, ví dụ: Sự kiện A. Nhà bác học điên gặp Kẻ hoang tưởng lầm bầm điều gì đó về phương pháp du hành thời gian; Sự kiện B. Nhà bác học điên dành cả đời để chứng minh sự tồn tại của du hành thời gian, bỏ mặc vợ con mình khiến họ bỏ rơi ông; Sự kiện C: Nhà bác học điên trở về quá khứ để ngăn chặn điều này; Sự kiện D. Du hành thời gian khiến Nhà bác học điên trở thành Kẻ hoang tưởng. Tính tiền định của sự việc nằm ở việc nhân quả là bất biến, không phải vì một kế hoạch hay kịch bản nào đó.
Bởi vì du hành thời gian có khả năng làm ảnh hưởng đến quá khứ, một cách để giải thích vì sao quá khứ không thay đổi là nói điều gì đã xảy ra phải xảy ra. Điều này có nghĩa là mọi nỗ lực thay đổi quá khứ của nhà du hành thời gian, dù vô tình hay cố ý, cũng chỉ tạo ra và hoàn thành quá khứ mà chúng ta biết bấy lâu nay thay vì thay đổi nó, và kiến thức về lịch sử của nhà du hành thời gian đã bao gồm những chuyến du hành tương lai trong kinh nghiệm ở quá khứ của bản thân (theo Nguyên tắc tự nhất quán của Novikov).
Nói cách khác: nhà du hành thời gian trở về quá khứ có nghĩa là họ đã từng ở quá khứ trước đây. Vì vậy, sự tồn tại của họ ở quá khứ là đặc biệt quan trọng đối với tương lai, và họ làm điều gì đó khiến tương lai diễn ra đúng như những gì họ nhớ. Nghịch lý này liên quan mật thiết đến nghịch lý bản thể và thường xuất hiện cùng nhau.

## Vòng lặp nhân quả thời gian
Vòng lặp nhân quả thời gian là sự kiện giả định rằng một khoảnh khắc nào đó lặp lại liên tục trong một khoảng thời gian độc lập. Vòng lặp nhân quả thời gian là sự nhiễu động của liên tục không-thời gian khi một khoảng thời gian xác định bị lặp đi lặp lại vô tận. Nói cách khác, vòng lặp này là một hiện tượng lý thuyết trong đó một chuỗi sự kiện nguyên nhân-kết quả có quan hệ vòng tròn. Ví dụ, khi sự kiện A dẫn đến sự kiện B, sự kiện B dẫn đến sự kiện C, sự kiện C dẫn đến sự kiện A, thì có thể nói rằng các sự kiện này nằm trong vòng lặp nhân quả thời gian. Bởi vì vòng lặp nhân quả thời gian nằm riêng rẽ khỏi không-thời gian thông thường, thời gian vẫn diễn tiến một cách bình thường đối với vật chất nằm bên ngoài sự kiện kì dị, trong khi vật chất bên trong sự kiện kì dị cứ lặp đi lặp lại. Vòng lặp nhân quả thời gian không chỉ ngụ ý rằng những sự kiện giống nhau cứ lặp lại hết lần này đến lần khác, mà còn gợi ý những biến đổi nhỏ có thể xảy ra – và có thể tăng tiến lên khi vòng lặp tiếp diễn.

## Ví dụ và biến thể
Tương tự với lời tiên tri tự hoàn thành, một biến thể của nghịch lý tiền định là đưa thông tin du hành thời gian, thay vì vật thể. Ví dụ, một người đàn ông biết được rằng trong tương lai ông sẽ chết vì đau tim. Thế nên ông tập thể dục thể thao để tránh vận mệnh đó, và việc tập thể thao khiến ông bị đau tim và qua đời. Trong ví dụ này, nghịch lý nằm ở chỗ các sự kiện vừa là nguyên nhân vừa là kết quả của nhau.
Một ví dụ về nghịch lý tiền định không đồng thời là nghịch lý bản thể như sau đây. Năm 1850, con ngựa của Bob bỗng nhiên sợ hãi và suýt nữa khiến Bob rơi xuống vách núi, nếu như không có một người đàn ông lạ chặn con ngựa lại. Người đàn ông này sau đó được tôn vinh. Hai trăm năm sau, John trở về quá khứ để dạo chơi, vô tình nhìn thấy con ngựa của ai đó sắp rơi khỏi vách núi. Anh chạy tới giúp và cứu được người kia.
Trong hầu hết các ví dụ về nghịch lý tiền định, một người quay về quá khứ và hoàn thành vai trò của mình trong một sự kiện đã xảy ra. Trong lời tiên tri tự hoàn thành, một người hoàn thành vai trò của mình trong một sự kiện chưa xảy ra, và thường là thông tin sẽ được đưa đi du hành thời gian (ví dụ, dưới dạng một lời tiên tri) thay vì một người. Trong cả hai trường hợp, mọi nỗ lực ngăn chặn sự việc diễn ra trong quá khứ hay tương lai đều thất bại.